# Olšava (Hornád)
Die Olšava (häufig auch Oľšava) ist ein 50 Kilometer langer Fluss und ein linksufriger Zufluss des Hornád im Osten der Slowakei. Er verläuft durch das Gebiet der Okresy Prešov und Košice-okolie. Bedingt durch den Parallelverlauf mit der Torysa weiter westlich sind rechtsseitige Zuflüsse nur wenig entwickelt, somit erstreckt sich das Einzugsgebiet zum größten Teil über die Westseite des Gebirges Slanské vrchy.
Der Flussname stammt von der mundartlichen Bezeichnung für Erle, olša (standardsprachlich jelša, vgl. tschechisch olše) und weist auf einen Fluss, an deren Ufern vermehrt Erlen wachsen, hin. Ungarisch hieß der Fluss Ósva oder Ilsva, die ältesten Erwähnungen sind aus den Jahren 1282 und 1299 (als Elsoa beziehungsweise Ilsoa).
Der Fluss entspringt am Westhang von Slanské vrchy unterhalb des Bergs Chabzdová (862 m n.m.), auf einer Höhe von ca. 675 m n.m. Zuerst fließt er Richtung Südwesten durch das Gemeindegebiet von Lesíček, danach wendet er sich nach Südosten, am Ort Tuhriná vorbei und nimmt bei Opiná den linksufrigen Jedlovec zu. Kurz danach beginnt der Talkessel Košická kotlina und der Fluss fängt an zu mäandrieren und fließt generell nach Süden. Er teilt die zwei Gemeindeteile von Kecerovce voneinander und fließt weiter an den Orten Boliarov, Bačkovík, Čakanovce und Bidovce vorbei, bevor er bei Ďurďošík den bedeutendsten Zufluss, den rechtsseitigen Bach Trstianka aufnimmt. Dort befindet sich auch ein kleines Staubecken.
Nordwestlich von Ďurkov mündet ein weiterer bedeutender Zufluss, der linksufrige Svinický potok, in die Olšava und im weiteren Verlauf berührt sie den Ort Olšovany am rechten Ufer. Bei Ruskov und Vyšný Čaj ändert der Fluss seine Fließrichtung nach Südwesten und verläuft im Bereich der Orte Blažice, Nižný Čaj und Bohdanovce. Danach fließt er noch einmal gegen Süden, zwischen Nižná Myšľa am rechten und Vyšná Myšľa am linken Ufer. Durch einen Halbkreis wendet sich der Fluss Richtung Westen und mündet zwischen Nižná Myšľa und Ždaňa in den Hornád, nur wenige Kilometer flussabwärts vom Zusammenfluss mit der Torysa.